# Štěpánkovice
Štěpánkovice är en ort i Tjeckien. Den ligger i den östra delen av landet, 260 km öster om huvudstaden Prag. Štěpánkovice ligger 263 meter över havet och antalet invånare är 3 096.
Terrängen runt Štěpánkovice är huvudsakligen platt, men söderut är den kuperad.Runt Štěpánkovice är det tätbefolkat, med 308 invånare per kvadratkilometer. Närmaste större samhälle är Opava, 9,9 km väster om Štěpánkovice. Trakten runt Štěpánkovice består till största delen av jordbruksmark.